# Пик Бориса Ельцина
Пик Бориса Ельцина (до 2002 года Огуз-Баши Центральный) — горная вершина в Кыргызстане. Пик находится на хребте Терскей Ала-Тоо горной системы Тянь-Шань. Расположен на территории Иссык-Кульской области. Переименован в 2002 году в честь первого президента Российской Федерации Бориса Николаевича Ельцина.

## География
Пик расположен в горной системе Тянь-Шань в составе хребта Огуз-Баши хребта Терскей Ала-Тоо. Является центральной вершиной хребта Терскей Ала-Тоо и третьим по высоте пиком хребта (после пиков Каракольский и Джигит)). Пик покрыт ледниками.

## История
Со слов губернатора Иссык-Кульской области Кыргызстана Эмильбека Анапияева, идея присвоения горе имени бывшего президента России пришла во время визита Б. Н. Ельцина с супругой на озеро Сонкёль.
В октябре 2002 года международная экспедиция в составе 18 человек из Киргизии и России совершила восхождение на Пик Бориса Ельцина. Они доставили на вершину горы капсулу с распоряжением Иссык-Кульской областной администрации о присвоении вершине имени Бориса Ельцина. Категория сложности восхождения — 4А.